# Lucy Payton
Lucy Payton (née le 12 octobre 1877 au Kansas et morte le 15 janvier 1969  à Louisiana, dans le Missouri, aux États-Unis) est une  actrice américaine de cinéma de la période du cinéma muet. 

## Biographie
Lucy Payton a été mariée à l'acteur américain Claude Payton (en).

## Filmographie
La filmographie de Lucy Payton, comprend les films suivants :
- 1914 : Pamela Congreve d'Eugene Moore (en)
- 1914 : Was She Right in Forgiving Him? d'un réalisateur non identifié
- 1915 : The Last Concert d'Ellis F. Glickman
- 1915 : The Lure of the Mask de Tom Ricketts
- 1915 : The Electric Alarm de Tod Browning
- 1915 : The Secretary of Frivolous Affairs de Tom Ricketts
- 1915 : The Tenor de Leon De La Mothe
- 1916 : The Love Liar de Crane Wilbur
- 1916 : Jackstraws de Melvin Mayo
- 1916 : Prisoners of Conscience de Melvin Mayo
- 1916 : The Code of the Hills de Melvin Mayo
- 1916 : Sons of the Sea de Millard K. Wilson
- 1916 : Nuages et rayon de soleil(Shadows and Sunshine) d'Henry King
- 1917 : The Yellow Bullet de Harry Harvey
- 1917 : His Old-Fashioned Dad d'un réalisateur non identifié

### Crédit d'auteurs
- (en) Cet article est partiellement ou en totalité issu de l’article de Wikipédia en anglais intitulé « Lucy Payton » (voir la liste des auteurs).